# Jay Baruchel
Jonathan Adam Saunders "Jay" Baruchel (født 9. april 1982) er en canadisk skuespiller. Han har haft en succesfuld karriere i komediefilm, og har optrådt i kassesucceser som Knocked Up, Tropic Thunder, She's Out of My League og Sådan træner du din drage.

## Opvækst
Baruchel blev født i Ottawa, Ontario, Canada, som søn af Robyne (født Ropell), en freelance skribent, og Serge Baruchel, en antikvitetsforhandler. Han voksede op og bor stadig i Notre-Dame-de-Grâce-kvarteret i Montreal, Quebec og har en lillesøster ved navn Taylor. Hans far var halv sefardisk jøde og af halvt fransk canadisk herkomst, og hans mor har irsk katolsk baggrund. Han har sagt at han er "muligvis agnostiker". Baruchel er fan af Montreal Canadiens. Han har en rød Maple Leaf tatovering på sin venstre brystmuskel, som kan ses i Fanboys og Knocked Up.

## Karriere
En af hans første store roller var i den lokale tv-serie My Hometown fra 1996. Fra 1997-1998 var han medvært på Popular Mechanics for Kids med Elisha Cuthbert. Efter at have medvirket kort i Cameron Crowes Oscar-vindende Almost Famous fik Baruchel rollen som Steven Karp i Judd Apatow's anmelderroste endnu kortlivede tv-serie Undeclared, hvor han medvirkede sammen med Seth Rogen, Carla Gallo, Charlie Hunnam og Monica Keena. Han optrådte med James Van Der Beek i Roger Avarys Rules for Attraction.
I 2004 spillede han den håbefulde bokser Danger Barch i Clint Eastwoods Million Dollar Baby, som modtog en Oscar for bedste film det følgende år. Baruchel var blandt dem, der blev takket af Eastwood i sin takketale.
Han medvirkede i Nemesis Game og Fetching Cody, før han optrådte overfor Don Johnson på WB's Just Legal i 2005 og havde en gæsteoptræden i CBS's Emmy Award-nominerede Numb3rs i 2006.
Baruchel dukkede op i filmen Knocked Up (som genforenede ham med Judd Apatow, Jason Segel og Seth Rogen), I, Reed Fish og Just Buried og den Ben Stiller-instruerede Tropic Thunder sammen Jack Black, Nick Nolte, Steve Coogan og Robert Downey Jr. Han medvirkede med Seth Rogen i 2007 præ-præ-produktion traileren Jay og Seth vs Apocalypse, en film skabt af Rogen og Evan Goldberg som en strategi til at skaffe interesse og finansiering. I 2008 optrådte han i 'Nick og Norah's Infinite Playlist.
I 2010 medvirkede han i filmen The Trotskij, She's Out of My League (med Alice Eve) og Sådan træner du din drage og vil blive set i en live-action Disney tilpasning af Troldmandens Lærling. Han er ved at udvikle et manuskript, 'The Goon, med Evan Goldberg, og vil spille Johnny Klutz, en karakter han selv har skabt, i en film af samme navn. Baruchel vil medvirke som hovedrollen i den kommende komedie/gyser/slasher film Gris.
Baruchel dukkede for nylig op i Adidas Originals "Cantina" annoncekampagne.

## Filmografi
| År   | Titel                              | Rolle                               | Noter  |
| ---- | ---------------------------------- | ----------------------------------- | ------ |
| 1999 | Running Home                       | Barn nr. 2                          |        |
| 1999 | Who Gets The House?                | Jonathan                            |        |
| 2000 | Almost Famous                      | Vic Munoz                           |        |
| 2002 | The Rules Of Attraction            | Harry                               |        |
| 2003 | Nemesis Game                       | Jeremy Curran                       |        |
| 2004 | Million Dollar Baby                | Danger Barch                        |        |
| 2005 | Fetching Cody                      | Art Frankel                         |        |
| 2007 | Knocked Up                         | Jay                                 |        |
| 2007 | Jay and Seth vs. the Apocalypse    | Sig selv                            |        |
| 2007 | I'm Reed Fish                      | Reed Fish                           |        |
| 2007 | Just Buried                        | Oliver Whynacht                     |        |
| 2008 | Real Time                          | Andy Hayes                          |        |
| 2008 | Tropic Thunder                     | Kevin Sandusky                      |        |
| 2008 | Nick and Norah's Infinite Playlist | Tal Hanson                          |        |
| 2009 | Fanboys                            | Windows                             |        |
| 2009 | Nat på museet 2                    | Joey Motorola                       |        |
| 2009 | The Trotsky                        | Leon                                |        |
| 2010 | Overscoring                        | Kirk Kettner                        |        |
| 2010 | Sådan træner du din drage          | Hikke Horrendous Haddock den Tredje | stemme |
| 2010 | Troldmandens Lærling               | Dave Stutler                        |        |
| 2010 | Good Neighbours                    | Victor                              |        |
| 2011 | Goon                               |                                     |        |
| 2012 | Cosmopolis                         | Shiner                              |        |
| 2014 | Sådan træner du din drage 2        | Hikke                               | stemme |
| 2019 | The Kindness of Strangers          |                                     |        |